# Otto Walkhoff
Otto Friederich Walkhoff (Braunschweig, 23 april 1860 - Berlijn, 8 juni 1934) was een Duits tandarts en pionier op het vlak van medische dentale beeldvorming.

## Dentale beeldvorming
Walkhoff maakte op 14 januari 1896 de eerste dentale radiografie. Hij deed dit door een radiografische glasplaat in de eigen mond te steken en gedurende 25 minuten liggend op zijn rug onder een röntgenbron te liggen.